# Pretty Eyes
Pretty Eyes — студийный альбом американской певицы Пегги Ли, выпущенный в 1960 году на лейбле Capitol Records. Аранжировщик и дирижёр — Билли Мэй.

## Отзывы критиков
| Оценки критиков                   | Оценки критиков |
| Источник                          | Оценка          |
| --------------------------------- | --------------- |
| AllMusic                          | [ 2 ]           |
| The Encyclopedia of Popular Music | [ 3 ]           |

Дейв Натан из AllMusic заметил, что в некоторых медленных песнях Ли, кажется, скучает и равнодушно исполняет напыщенные аранжировки, в то время как в других, более динамичных треках, она позволяет себе полностью раскрыться.

## Список композиций
1. «As You Desire Me» (Элли Врубель) — 2:53
2. «It Could Happen to You» (Джонни Бёрк, Джимми Ван Хьюзен) — 2:27
3. «Pretty Eyes» (Дж. Милтон Редди, Она П. Уэлш) — 2:37
4. «Moments Like This» (Бертон Лэйн, Фрэнк Лессер) — 1:57
5. «Remind Me» (Дороти Филдс, Джером Керн) — 4:24
6. «You Fascinate Me So» (Сай Коулман) — 2:12
7. «I Wanna Be Loved» (Джонни Грин, Эдвард Хейман, Билли Роуз) — 3:05
8. «I’m Walking Through Heaven with You» (Джимми Лансфорд, Джо Тёрнер) — 2:41
9. «I Remember You» (Джонни Мерсер, Виктор Шерзингер) — 2:32
10. «Too Close for Comfort» (Джерри Бок, Ларри Холофценер, Джордж Вайс) — 2:34
11. «In Other Words» (Барт Ховард) — 2:23
12. «Because I Love Him So» (Пегги Ли, Милт Раскин) — 2:59

## Чарты
| Чарт (1960)                      | Высшая позиция |
| -------------------------------- | -------------- |
| США (Cash Box Top Stereo Albums) | 49             |